# Aeroportul Cable
Aeroportul Cable (IATA: CCB, ICAO: KCCB, FAA LID: CCB) este un aeroport din California, Statele Unite ale Americii.
Situat la o altitudine de 440 m, aeroportul dispune de 1 pistă.

## Infrastructură

### Piste
Aeroportul dispune de o singură pistă. Pista 6/24 are suprafața de asfalt și dimensiunile 3.863 picioare × 75 picioare. 